# Otto Andersson (fotbollsspelare)
Otto August Andersson, född 7 maj 1910 i Liljedal, död 11 augusti 1977 i Surte, var en svensk fotbollsspelare (försvarare).
Andersson gjorde 15 landskamper och var uttagen i de svenska trupperna till VM 1934 och OS 1936. I VM fick han dock inte spela i någon av Sveriges båda matcher i turneringen när man åkte ut mot Tyskland i kvartsfinal. Två senare, i OS i Berlin, fick Andersson mer speltid. Detta i den för Sverige så nesliga matchen mot Japan där man åkte på en av svensk fotbolls största bakslag i och med den oväntade 3–2-förlusten. Resultatet innebar att OS var över för Sveriges del efter endast en spelad match.
Andersson, som under sin klubbkarriär tillhörde Örgryte IS, spelade under åren 1930–1940 sammanlagt 188 allsvenska matcher (2 mål).